# 埃斯普朗塔-瓦泽耶
埃斯普朗塔-瓦泽耶（法語：Esplantas-Vazeilles）是法国上卢瓦尔省的一个市镇，位于该省西南部，属于勒皮区。该市镇总面积17.13平方公里，2015年时的人口为131人。

## 历史
埃斯普朗塔-瓦泽耶成立于2016年1月1日，由埃斯普朗塔（Esplantas）和索格附近瓦泽耶（Vazeilles-près-Saugues）两个市镇合并而成，其中为埃斯普朗塔政府驻地。

## 照片库

埃斯普朗塔-瓦泽耶 - Esplantas-Vazeilles
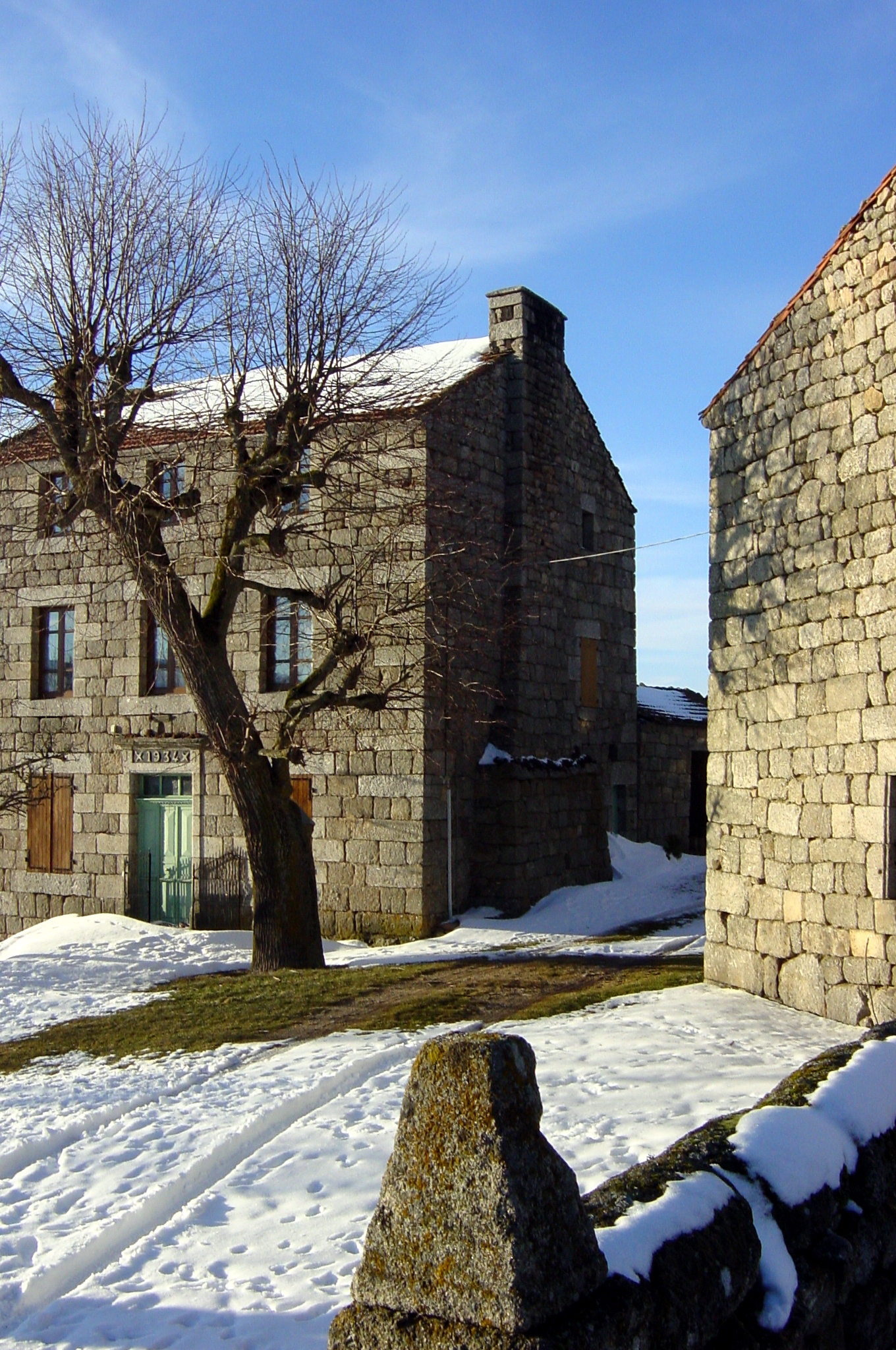
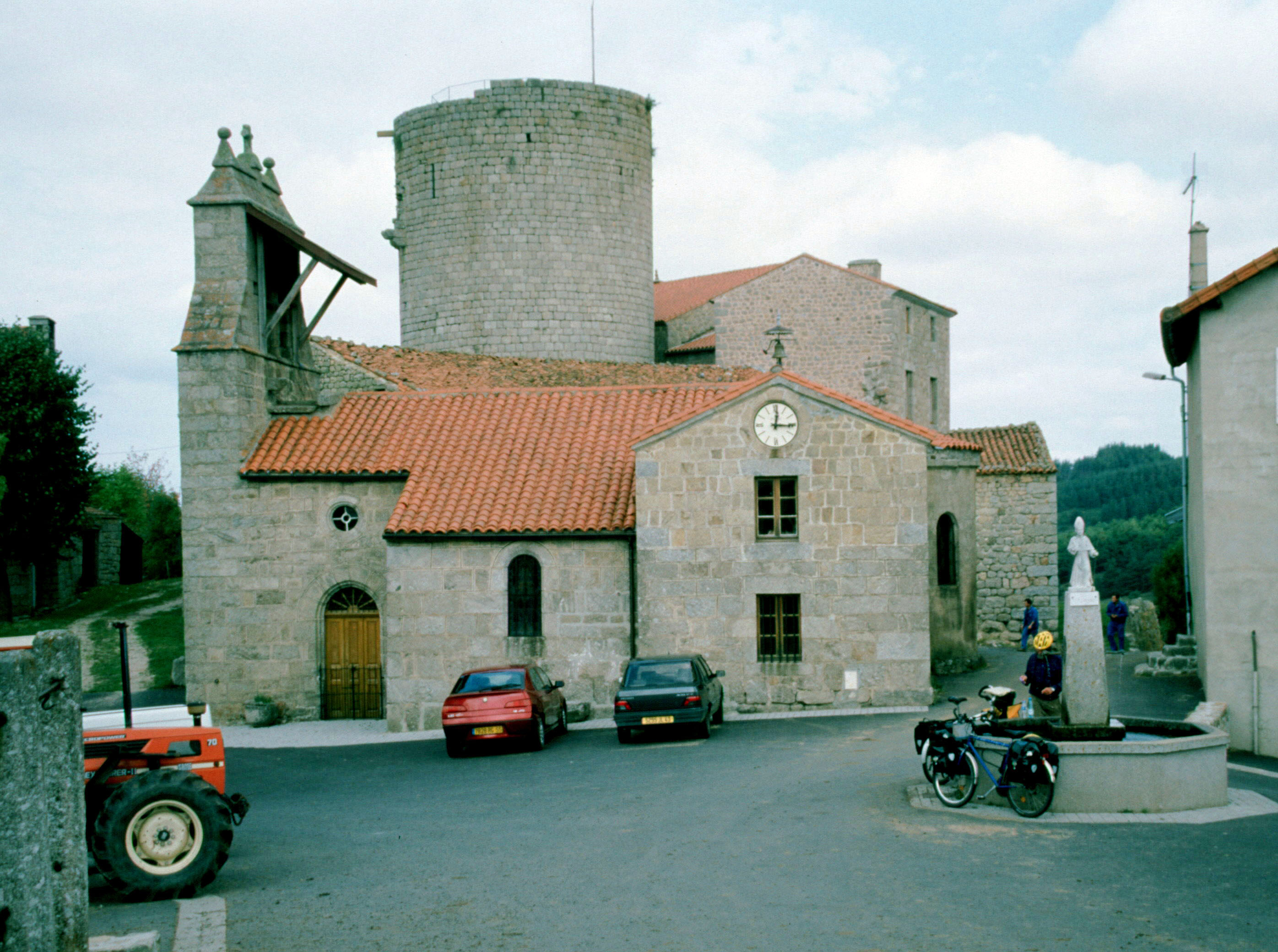
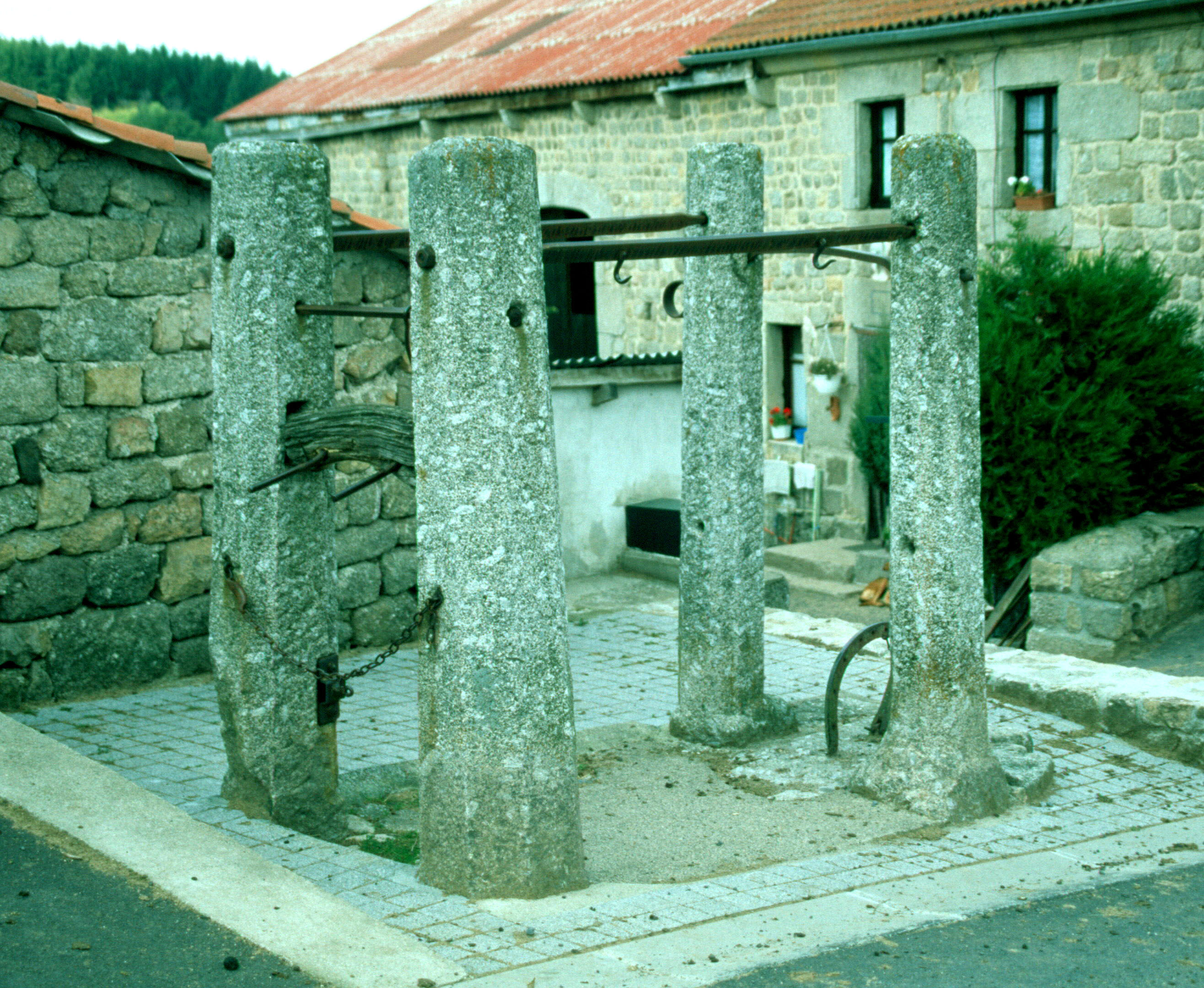
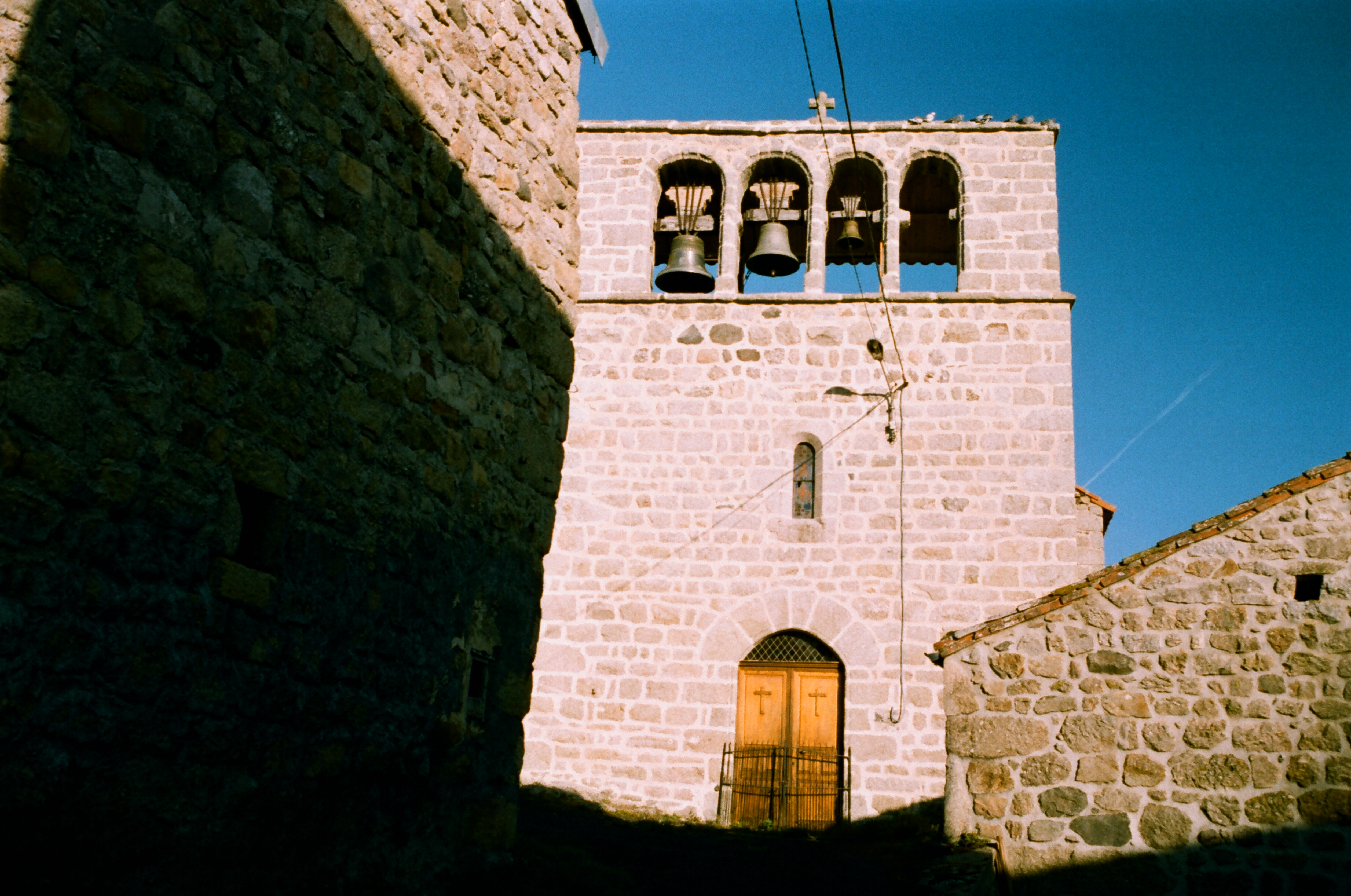
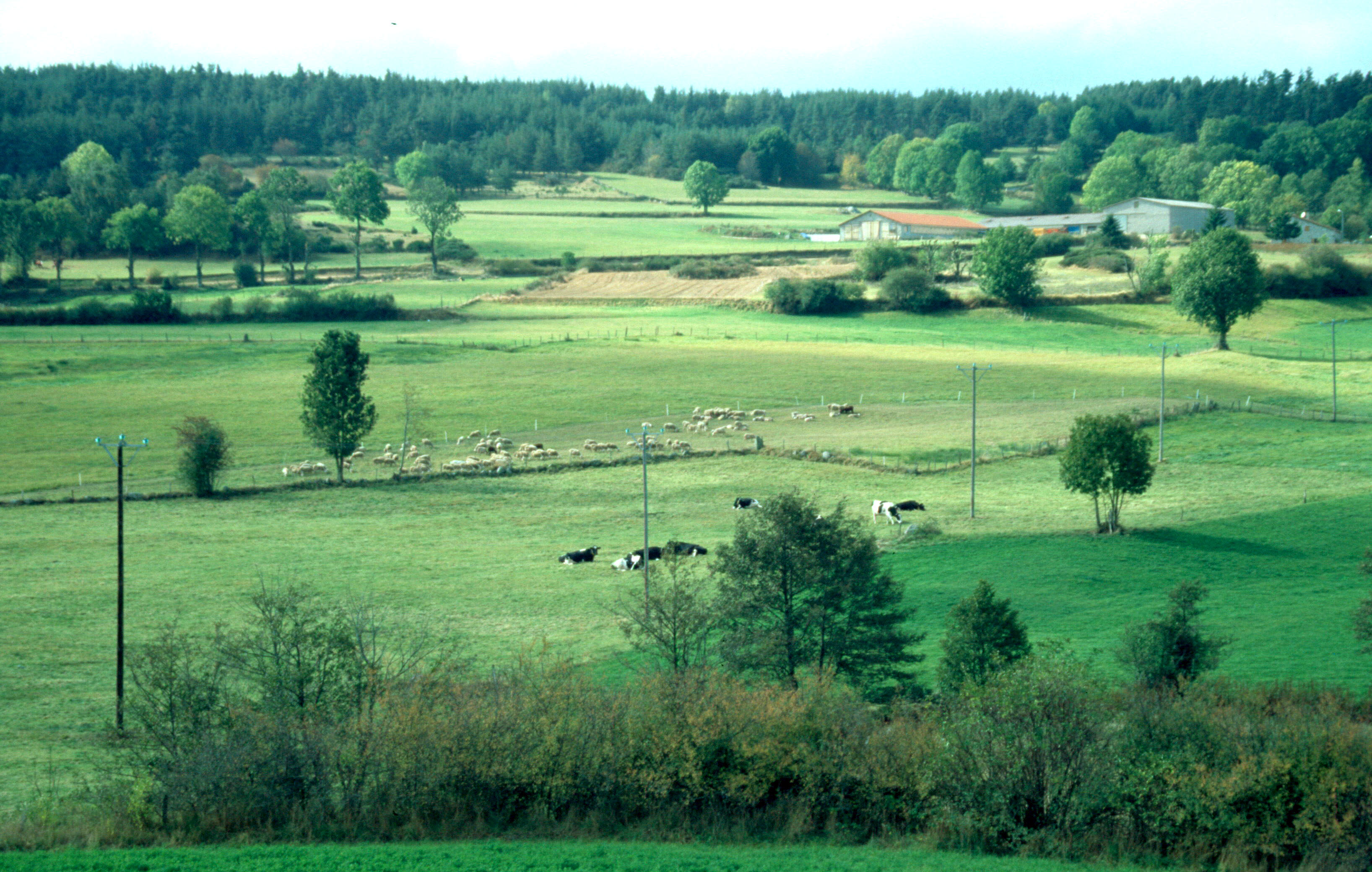